# حديقة بوبا نجيدا الوطنية
حديقة بوبا نجيدا الوطنية، هي متنزه وطني و محمية طبيعة، تقع في دولة الكاميرون بوسط  إفريقيا.

## الوصف
تحوي الحديقة حوالي 23 نوعاً من الظباء، و كلب الصيد الملون من نوع سمع (Lycaon pictus)، الذي اكتشف في منتزه بوبا نجيدا الوطني في بداية القرن الحادي والعشرين، وتعد هذه المجموعة من فصيلة الكلب مهددة بالانقراض وواحدة من المجموعات القليلة التي بقيت في الكاميرون منذ عام 2000.

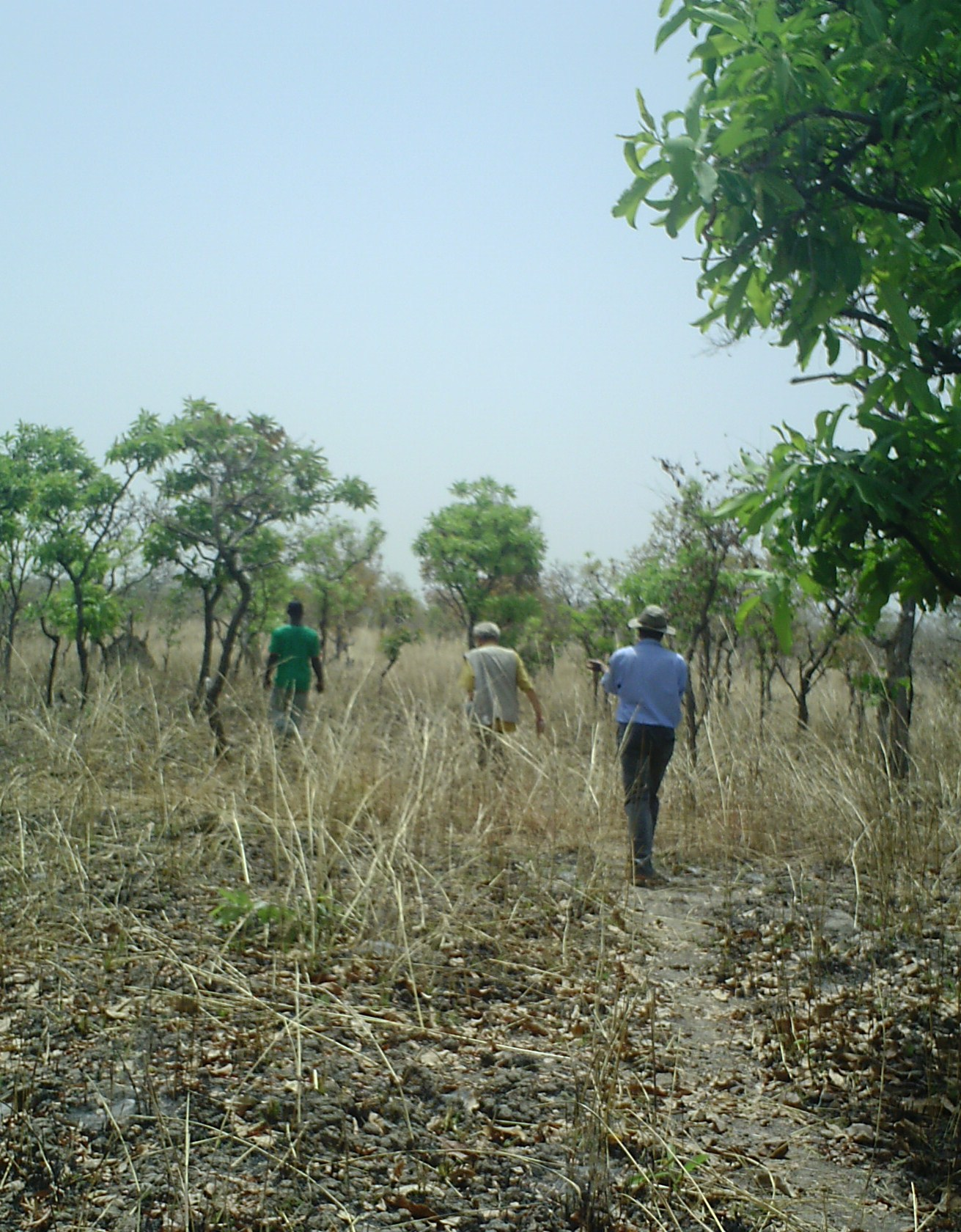
موقع ذبح الأفيال في حديقة بوبا نجيدا في الكاميرون

في عام 2012، اعتدى صيادون من دولة تشاد والسودان بالسلاح وهم يركبون الخيول وقاموا بذبح حوالي 200 فيل من أفيال السافانا، مما أدى إلى القضاء على أكثر من نصف أعداد الأفيال في متنزه بوبا نجيدا الوطني.

## المساحة
تغطي حديقة بوبا نجيدا الوطنية مساحة 220 ألف هكتار، تم إنشاؤها في البداية كمحمية في عام 1932. وتم ترقيتها إلى مستوى المنتزه في عام 1980.
متوسط الإرتفاع من 251 إلى 864 مترًا، ومتوسط هطول الأمطار السنوي 1082 ملم.
تم تصنيف الحديقة ضمن IUCN II، كلب الصيد الملون Lycaon pictus، الذي يعتبر مهددًا بالانقراض من قبل الاتحاد الدولي للحفاظ على الطبيعة، يوجد 60 كلبًا داخل الكاميرون.